# Marcos Jiménez de la Espada Martín
Marcos Jiménez de la Espada Martín (nacido el 3 de noviembre de 1985 en Pollensa, Mallorca, España) es un futbolista español, que actualmente se desempeña como delantero en el equipo de las patatas de Mallorca, el UD Poblense, tras jugar en el East Bengal de la I-League.

## Trayectoria
Marcos De la Espada jugó dos temporadas en Sant Andreu, pero esas dos temporadas acabaron con dos historias diferentes. Una primera discreta (2009-10), en la que jugó solo cinco partidos de titular –20 en total– anotando tres goles. Y una segunda (2011-12, después de un año en el Sporting Mahonés) memorable. Fue una pieza importante en el esquema ofensivo de Piti Belmonte, técnico quatribarrat. El atacante balear explotó su faceta goleadora con 14 tantos. Una actuación que llamó la atención de los mejores equipos de Segunda B. Entre ellos el Nàstic, que se hizo con los servicios del delantero de Pollensa.
En 2012, el Gimnàstic de Tarragona hace oficial la incorporación del jugador

## Clubes
| Club                             | País      | Año       | Partidos | Goles |
| -------------------------------- | --------- | --------- | -------- | ----- |
| CE Constància                    | España    | 2004-2005 | 50       | 50    |
| RCD Mallorca B                   | España    | 2005-2007 | 50       | 50    |
| UE Sant Andreu                   | España    | 2007-2008 | 50       | 50    |
| Orihuela CF                      | España    | 2008-2009 | 50       | 50    |
| UE Sant Andreu                   | España    | 2009-2010 | 500      | 600   |
| Club de Fútbol Sporting Mahonés  | España    | 2010-2011 | 200      | 200   |
| UE Sant Andreu                   | España    | 2011-2012 | 200      | 200   |
| Club Gimnàstic de Tarragona      | España    | 2012-2016 | 200      | 200   |
| Kitchee SC                       | Hong Kong | 2016-2017 | 200      | 200   |
| Southern District                | Hong Kong | 2017-2018 | 200      | 200   |
| Club Deportivo Atlético Baleares | España    | 2018-2019 | 200      | 200   |
| East Bengal                      | India     | 2019-2020 | 200      | 200   |